# Падение метеорита Челябинск
Паде́ние метеори́та Челя́бинск (также получил известность как Челя́бинский либо Чебарку́льский метеорит) — столкновение с земной поверхностью фрагментов небольшого метеороида, разрушившегося в результате торможения в атмосфере Земли в пятницу, 15 февраля 2013 года примерно в 9 часов 20 минут по местному времени (UTC+6). Суперболид разрушился в окрестностях Челябинска на высоте 23,3 км.

## История
15 февраля 2013 года метеороид диаметром около 18 метров и массой порядка 11 тыс. тонн (по расчётам НАСА) вошёл в атмосферу Земли на скорости около 18,6 км/с. Судя по продолжительности атмосферного полёта, вход в атмосферу произошёл под очень острым углом. Спустя примерно 32,5 сек после этого небесное тело разрушилось. Разрушение представляло собой серию событий, сопровождавшихся распространением ударных волн. Общее количество высвободившейся энергии по оценкам НАСА составило около 440 килотонн в тротиловом эквиваленте, по оценкам РАН — 100−200 килотонн, по оценкам сотрудников ИНАСАН — от 0,4 до 1,5 Мт в тротиловом эквиваленте. По оценкам НАСА, это самое большое из известных небесных тел, падавших на Землю после Тунгусского метеорита в 1908 году. События такого масштаба происходят в среднем раз в 100 лет. Научный журнал Geophysical Research Letters, со ссылкой на результаты, полученные после анализа учёными французского Комиссариата атомной энергии данных сенсорных станций, дал оценку в 460 килотонн в тротиловом эквиваленте (самый высокий показатель за всё время наблюдений за ядерными испытаниями в рамках Договора об их запрете), и заявил, что ударная волна дважды обогнула Землю.
Всего пострадало 1615 человек, большинство от выбитых стёкол. Были госпитализированы, по разным данным, от 40 до 112 человек; двое пострадавших были помещены в реанимационные отделения. Ударная волна также повредила здания. Материальный ущерб бюджетной сфере и населению составил 490 миллионов рублей, общая сумма ущерба (включая промышленные предприятия и объекты федерального подчинения) — около 1 миллиарда рублей. С 15 февраля по 5 марта 2013 года в Красноармейском, Коркинском и Увельском районах Челябинской области был введён режим чрезвычайной ситуации.
Небесное тело не было обнаружено до его вхождения в атмосферу. Первые осколки, в виде небольших метеоритов, были найдены несколькими днями позже. При последующих поисках в озере Чебаркуль был обнаружен самый крупный осколок массой 570 кг и множество более мелких осколков суммарной массой несколько килограммов.

## Данные о метеорном теле

### Атмосферные наблюдения
Полёт метеорного тела от момента его входа в атмосферу до момента его разрушения продолжался 32,5 секунды. При этом разные источники сообщают различное время события (объясняться это может только погрешностями определения времени). Первыми движение тела по небу в 9:15 (7:15 мск) увидели жители Костанайской и Актюбинской областей Казахстана. Жители Оренбурга — в 9:21 по местному времени. Также его след наблюдался в Свердловской, Курганской, Тюменской, Челябинской областях и Башкортостане. Самой далёкой точкой с видеофиксацией полёта метеороида является район посёлка Просвет в Волжском районе Самарской области, отдалённый от Челябинска на 750 км.
Официальные данные Федеральной службы по гидрометеорологии и мониторингу окружающей среды (Росгидромета) о наблюдении атмосферных явлений, сопровождающих пролёт небесного тела, приведены в новостном сообщении.
Член Комитета по метеоритам РАН Виктор Гроховский уверяет, что точечных взрывов, породивших взрывные волны, не было — по его мнению, при резком торможении в плотных слоях атмосферы метеороида массой несколько тысяч тонн, сформировалась цилиндрическая ударная волна, которая многими наблюдателями и была ошибочно воспринята как взрывная. Что касается периодического изменения яркости болида, то они были вызваны не взрывами, а простым разрушением тела метеороида на крупные фрагменты, в результате которого яркость свечения скачкообразно увеличивалась. Соответственно нужно говорить не о взрывах, а о разрушении, свечении и испарении (возгонке) вещества метеороида. Можно добавить, что от близких, но разных отрезков цилиндрической ударной волны, в зависимости от рельефа местности, до наблюдателя могут дойти не одна, а две и даже более взрывоподобных ударные волны, которые он, не зная физики процесса, будет воспринимать как отдельные взрывы, которых на самом деле не было.
Падение метеорита сопровождалось явлением «электрофонного болида», то есть звуками, вызванными электромагнитными разрядами в атмосфере, которые появились от пролёта болида. Несколько десятков свидетелей сообщили, что во время пролёта метеорита, за несколько минут до прихода ударной волны, они слышали шипение, схожее со звуком горения бенгальских огней. Как предположил руководитель научных проектов обсерватории «Ка-Дар» Станислав Короткий, так как звуковые волны не могут проходить расстояния в десятки километров за доли секунд, то речь идёт о явлении «электрофонного болида».
Через несколько дней после падения челябинского метеорита появились сообщения о наблюдениях аномальных серебристых облаков. Подобное явление произошло и в 1908 году после падения Тунгусского метеорита. Наземные наблюдения серебристых облаков были подтверждены спутниковыми данными. Возможно, это связано с высотным взрывом метеорита, но на данный момент нет доказательств прямой связи этих двух атмосферных явлений.

### Первые предположения
Среди первоначальных предположений очевидцев падения метеорита в атмосфере была авиакатастрофа или попадание боевой ракеты. В 9 утра по московскому времени МЧС России сообщило, что утром, приблизительно в 9:20 по челябинскому времени, или 7:20 по московскому, над Челябинском прошёл метеоритный дождь.
Вечером 15 февраля мимо Земли на расстоянии 27,7 тыс. км прошёл астероид 2012 DA14, в связи с чем возникли предположения о том, что это событие может быть связано с падением метеорита (например, метеорит мог быть представителем мелких частиц, располагающихся на орбите астероида). Однако впоследствии эти предположения не подтвердились: метеорит и астероид 2012 DA14 имели существенно отличающиеся орбиты и разный химический состав.
В то же время, в октябре 2013 года чешские исследователи под руководством Иржи Боровички сделали вывод, что метеорит имел схожую орбиту с околоземным астероидом 1999 NC43 и оба тела ранее были одним целым.

### Оценки мощности
По первоначальным оценкам Института динамики геосфер РАН, масса объекта при входе в атмосферу оценивалась в 10—100 тонн, выделившаяся энергия — несколько килотонн, скорость входа в атмосферу 15—20 км/с, высота разрушения 30—50 км, высота высвобождения основной энергии — 5—15 км. По словам С. А. Язева, мощность ударной волны была больше, чем у Витимского болида. Скорость метеорита при падении составила от 20 до 70 километров в секунду.
15 февраля учёные НАСА сообщили, что космический объект был 15 метров в диаметре и вызвал взрыв мощностью 300 килотонн в тротиловом эквиваленте. Чуть позже оценка энергетической мощности взрыва была увеличена до 470 килотонн. Вечером того же дня, в 7 часов по Тихоокеанскому времени 15 февраля НАСА обнародовала уточнённые данные о метеороиде на основе анализа данных инфразвуковых станций слежения: до входа в атмосферу Земли объект был около 17 метров в диаметре, массой до 10 000 тонн и двигался со скоростью 18 км/с. Через 32,5 секунды после входа в атмосферу объект полностью разрушился, в результате чего высвобожденная энергия составила около 500 килотонн в тротиловом эквиваленте. По оценке НАСА, данное тело существенно превышает Сихотэ-Алинский метеорит, и является крупнейшим после Тунгусского, упавшего в 1908 году. По оценкам РАН мощность взрыва была существенно меньше: 100—200 килотонн.
Ядерный взрыв или мощные ударные волны в атмосфере создают низкочастотные звуковые волны (меньше 20 Гц), которые можно использовать для определения параметров события. Данные расположенных по всему миру инфразвуковых станций слежения за ядерными испытаниями (Comprehensive Nuclear-Test-Ban Treaty Organization (CTBT)) показали наличие источника инфразвуковых волн в Уральских горах, что позволило сделать оценки мощности. Первой о пролёте метеороида сообщила инфразвуковая станция, расположенная в Фэрбанксе (Аляска, США) на расстоянии более 6460 километров от Челябинска, российские сегменты инфразвуковых станций также зарегистрировали сигнал. Среди всех событий это было наиболее мощным со времени ввода в строй первой станции в 2001 году. Этот источник инфразвука оказался не стационарным, как было бы при испытании ядерного оружия в шахте, а перемещался, что было отмечено по изменению направления на источник. Самая дальняя станция, которая зафиксировала данное событие, расположена в Антарктиде в 15 000 км от источника. Инфразвуковые волны обогнули Землю несколько раз. По словам Питера Брауна, «гриб», сформировавшийся через две минуты после взрыва, имел 5 км в диаметре и 7 км в высоту, а пыль попала в Европу с ветрами через неделю. Измерения, полученные на сети этих станций, позволили уточнить размер, энергию и скорость тела.
Данные двадцати станций слежения, которые зарегистрировали низкочастотные колебания давления и моделирование распространения звуковых волн, показали общую картину события. Оценки мощности взрыва, выполненные по данным различных станций, имеют разброс от 100 кт до 1,4 Мт в тротиловом эквиваленте, что при усреднении даёт энергию 460 кт. Для оценки мощности W в кт использовали эмпирическую формулу: {\displaystyle \log(W/2)=4.14\log(T)-3.61}, где T — период сигнала (в секундах) с максимальной амплитудой. Максимум сигнала для разных станций наблюдали в диапазоне от 20 до 70 с. Моделирование распространения звуковых волн проводилось с учётом зависимости температуры атмосферы от высоты и наличия постоянных ветров в стратосфере. Это позволило объяснить некоторые особенности полученных сигналов, а именно, разную скорость распространения звуковых волн по кратчайшей дуге и по длинной дуге на большом круге, проходящем через станцию слежения и место взрыва, и слабое затухание волн, распространяющихся по направлению ветра. Длительность сигнала, замеренного станцией IS57 от обогнувшей второй раз Землю звуковой волны, составила 3 часа, что объясняется многократными переотражениями в акустическом волноводе, расположенном между высотами 10 и 40 км и неточечностью источника.
Аппаратура, установленная на геостационарных спутниках, работающих в интересах Министерства обороны США и Министерства энергетики США, позволяет как отслеживать воздушные ядерные взрывы, так и измерять кривые светимости сгорающих в атмосфере болидов. 1 марта НАСА стали известны уточнённые данные по полной светимости суперболида, которая составила E0 = 3,75 · 1014 Дж или 90 кт, из чего по эмпирической формуле для полной энергии взрыва следует E = 8,2508 · E00,885, что составляет 440 кт. Скорость болида по тем же данным в момент максимальной яркости составила 18,3 км/с. Событие произошло в точке с координатами 54°48′ с. ш. 61°06′ в. д. на высоте 23,3 км в 03:20:33 по Гринвичу. Оценка массы и среднего размера, предполагая значение средней плотности равным 3,6 г/см3, составила соответственно 11 000 тонн и 18 метров.
Эксперт Европейского космического агентства Хейнер Клинкрад (нем. Heiner Klinkrad) отметил, что проникновение этого тела в атмосферу прошло незамеченным, несмотря на его массивность, поскольку современные телескопы ориентированы на поиск астероидов больше 100 метров в диаметре. До сих пор только один раз учёным удалось предсказать столкновение небесного тела с Землёй: это был астероид 2008 TC3. Пол Чодас заметил, что анализ орбиты метеороида предполагает, что она не приближалась к Земной достаточно близко за последние несколько десятилетий, поэтому на ранних снимках неба этот астероид не будет виден из-за малой яркости.
В октябре 2013 года три группы исследователей оценили мощность взрыва на основании разных данных. Чешские исследователи под руководством Иржи Боровички на основании анализа множества фрагментов видеозаписи, канадские исследователи под руководством Питера Брауна из Университета Западного Онтарио на основе оценки разрушений на Земле, а также данных с инфразвуковых станций по всему миру, и старший научный сотрудник Института динамики геосфер РАН Ольга Попова, на основе оценки инфразвука пришли к выводу о мощности взрыва в 500 кт. Она же на основании анализа оптических вспышек, зарегистрированных американскими военными спутниками, сделала вывод о возможной мощности в 590 кт. Кроме того, Ольга Попова оценила скорость метеорита в 19 км/с, размер в 18-20 метров, а массу в 1,3·107 килограммов.

### Землетрясение
15 февраля в 3 часа 20 минут 26 секунд по Гринвичу американские сейсмологи зафиксировали толчок на нулевой глубине с магнитудой 4 примерно в километре к юго-западу от центра Челябинска. Предыдущее подобное явление — падение Тунгусского метеорита — оценивается в 5,0 баллов. Российские сейсмические станции зафиксировали сопутствующее взрыву землетрясение с магнитудой 3,2 в районе Еманжелинска.
Часть энергии звуковой волны от взрыва болида передалась земной поверхности, создав рэлеевскую волну, движущуюся с гораздо большей скоростью (3,5—4 км/с), чем инфразвук (0,3 км/с), поэтому землетрясение зарегистрировали сначала ближайшие сейсмические станции России и Казахстана. Из-за особенности возбуждения поверхностной акустической волны в спектрах сигналов присутствуют только низкочастотные гармоники с периодом больше одной секунды, что отличает его от других событий, таких как детонация ядерного заряда, проведённого Северной Кореей тремя днями ранее.
Учёные из Франции после обработки данных сейсмических станций входящих в международные организации Global Seismographic Network и the International Federation of Digital Seismographic Networks установили, что землетрясение произошло в точке с координатами 54°49′ с. ш. 61°14′ в. д.. Скорость поверхностных волн в зависимости от частоты укладывалась в промежуток от 2,7 до 3,5 км/с. Сейсмические волны были зарегистрированы на станциях в радиусе 4000 км от Челябинска. По оценке магнитуда землетрясения составила 3,7±0,3, что соответствует энергии 5 т в тротиловом эквиваленте.

### Траектория
По информации Роскосмоса, «По предварительной оценке это космический объект нетехногенного происхождения и квалифицируется как метеорит (ошибочное употребление термина, правильно — „метеороид“), двигавшийся со скоростью около 30 км/с по низкой траектории». В то же время, в пресс-службе Российской академии наук (РАН) предположили, что масса тела составляла около 10 тонн, а диаметр — несколько метров. По мнению РАН, метеороид вошёл в атмосферу со скоростью 15—20 км в секунду, разрушился на высоте 30—50 км, а продолжавшееся движение его фрагментов вызвало мощное свечение (болид) и сильную ударную волну. Впоследствии большая часть фрагментов испарилась, а до земли долетели лишь некоторые из них.
По мнению председателя регионального отделения Русского географического общества, кандидата географических наук Сергея Захарова, тело летело с юго-востока на северо-запад, траектория полёта шла по азимуту около 290 градусов по линии Еманжелинск — Миасс.
Реконструкция траектории метеороида астрономами из Колумбии основана на изучении записей двух камер наблюдения, одна из которых расположена на площади Революции в центре Челябинска, а другая в Коркино, а также предположении о месте падения в озере Чебаркуль. Метеороид принадлежит к группе Аполлонов. Точность предсказания определяется одним неизвестным свободным параметром: расстоянием между площадью Революции и точкой на поверхности Земли, над которой произошёл взрыв. Две крайние границы 50 и 72 км приводят к некоторой неопределённости в параметрах траектории: высоте взрыва от 32,5 до 46,7 км, скорости метеороида от 13,4 до 19,6 км/с.
По данным чешских астрономов, в предположении линейной траектории, тело вошло в атмосферу на высоте 92 км при начальной скорости 17,5 км/с в координатах 54°30′29″ с. ш. 64°15′58″ в. д.. Самая яркая вспышка произошла над точкой с координатами 54°50′10″ с. ш. 61°27′18″ в. д. на высоте 32 км, где он начал разваливаться на части при достижении динамического давления 4 МПа. На высоте 26 км тело начало терять скорость, которая упала до 4,3 км/с на высоте 15 км. Ударная волна сформировалась на высоте от 26 до 30 км. Траектория имела наклон 16,5° к поверхности Земли в точке падения в озеро Чебаркуль. По словам Питера Брауна, основанным на анализе около 400 видеороликов, траектория болида оказалась близка к посчитанной чешскими астрономами.
По оценкам украинских астрономов: азимут (геодезический) траектории движения метеороида в атмосфере Земли составляет 288,07° ±2.01° (или в направлении на радиант 106,04° ±2.01°), скорость входа в атмосферу Земли составляет 22.47 ±0.72 км/с, угловая высота радианта в пункте над которым наблюдалось завершение первой фазы дробления составляет 23,9°.
Несколько реконструкций космической траектории приведены в таблице.
| Параметр           | Афелий (Q) | Перигелий (q) | Большая полуось (a) | Эксцентриситет (e) | Наклонение (i) | Долгота восходящего узла (Ω) | Аргумент перицентра (ω) |
| Размерность        | а. е.      | а. е.         | а. е.               |                    | (°)            | (°)                          | (°)                     |
| ------------------ | ---------- | ------------- | ------------------- | ------------------ | -------------- | ---------------------------- | ----------------------- |
| AMS                | 2,53       | 0,80          | 1,66                | 0,52               | 4,05°          | 326,43°                      | 116,0°                  |
| Zuluaga2013        | 2,64       | 0,82          | 1,73                | 0,51               | 3,45°          | 326,70°                      | 120,62°                 |
| IAU 3423           | 2,33       | 0,768         | 1,55                | 0,50               | 3,6°           | 326,41°                      | 109,7°                  |
| Zuluaga2013b       | 1,816      | 0,716         | 1,26±0,05           | 0,44±0,03          | 2.984°         | 326,5±0,3°                   | 95,5±2°                 |
| ИНАСАН             |            |               | 1,5                 | 0,5                | 3°             |                              |                         |
| НИИ астрономии ХНУ | 3.005±0.29 | 0.649 ±0.02   | 1.827 ±0.15         | 0.645 ±0.03        | 12.06 ±0.73    | 326.42                       | 97.20 ±3.81             |

Астрономы из Колумбии и Швеции для анализа использовали четыре видео с камер наблюдения, расположенных на площадях Революции и Привокзальной в Челябинске, камеры в Коркино на Центральной площади и данные с видеорегистратора в городе Каменск-Уральский. Со стационарных камер были проанализированы тени от вертикальных объектов за период 5 секунд, когда болид имел наибольшую яркость, а для Каменск-Уральского — видео болида. Реконструкция траектории включала также оценки ошибок измерений. Для новых параметров траектории получены значения в точке с координатами 59,870°+0,051°-0,043°E и 55,096°+0,15°-0,19°N: азимут (радиант) 105°+2,2°-0,32°, высота над горизонтом 15,8°+0,27°-0,32°, прямое восхождение 324,3°+1,66°-1,51°, склонение 4,73°+1,18°-1,12°, высота 68,3+3,62-3,30 км, скорость 16,7+0.65-0,68 км/с. Исходя из данных параметров, точка столкновения с Землёй (в предположении, что объект не развалился на части) должна находиться не в озере Чебаркуль, а около города Миасс в 83 км западнее Челябинска. Данные для траектории в космосе представлены в таблице для доверительного уровня в 95 %. В одной из работ метеорное тело было классифицировано как принадлежащее к группе Аполлонов; ещё раньше высказывалось предположение, что к той же группе относилось и тело, вызвавшее Тунгусский болид. Около 1300 объектов абсолютными значениями звёздной величины от 22 до 25,8 могут представлять угрозу для Земли, оставаясь при этом необнаружимыми для служб поиска из-за своего малого размера.
После опроса свидетелей и анализа данных с видеорегистраторов учёные ИНАСАНа смогли вычислить траекторию метеороида в космическом пространстве. Данные указывают на четыре взрыва, самый крупный из которых произошёл на высоте 23 км. Его эпицентр находился над точкой в 3 км на востоке от посёлка Первомайский. Наибольшие разрушения претерпела область длиной 50 км, в которую попал город Челябинск, перпендикулярно к траектории полёта тела.

### Орбита
Были высказаны предположения о том, что данный метеорит ранее составлял одно целое с астероидом (86039) 1999 NC43. Метеорит распался на высоте 30—45 километров над землёй; общая масса обломков тяжелее 100 граммов оказалось меньше ожидаемой.

### Наблюдения из космоса
До входа в атмосферу небесное тело не было обнаружено станциями слежения и телескопами из-за малого размера. Метеорологические спутники Meteosat 9 и Meteosat 10 смогли сфотографировать конденсационный след от пролёта метеороида в атмосфере. Учёный из университета Копенгагена С. Прауд предложил использовать данные трёх спутников Метеосат, зафиксировавших след от пролёта болида, для оценки его траектории. Данные нескольких спутников необходимы для учёта параллактических поправок. Так как спутники делают снимки раз в 15 минут, между пролётом метеороида и временем когда были сделаны фотографии прошло 5 минут. Учёт скорости ветра на высоте по данным ECMWF позволил учесть влияние сдвига следа по времени. Траектория рассчитывалась по двум наиболее заметным точкам в следе с координатами: 54°34′ с. ш. 62°40′ в. д. на высоте 59±0.2 км и 54°39′ с. ш. 61°59′ в. д. на высоте 47.3±0.3 км при максимальной неопределённости координат ±0,04°. Реконструкция космической траектории приведена в таблице с максимальной и минимальными возможными параметрами, которые возникают из-за невозможности определить скорость объекта в атмосфере и привлечения оценок скорости из наблюдений с Земли.
| Оценка (17,6 км/с)       | 1,47 | 0,52 | 4,61° | 326,53° | 96,58° |
| Минимальные (17 км/с)    | 1,34 | 0,47 | 2,52° | 326,53° | 94,86° |
| Максимальные (18,6 км/с) | 1,5  | 0,53 | 7,19° | 326,54° | 99,52° |

Китайский метеорологический спутник Fengyun 2-05 сфотографировал след в видимом и инфракрасном диапазоне. По данным с японского спутника MTSAT-2, стратосферный след от метеорита сохранялся в течение 9 часов в атмосфере и температура метеорного следа была −31 °C, что превышало температуру окружающего газа −108 °C.
Осенью 2013 года ФГБУ НИЦ «Планета» опубликовало снимки с гидрометеорологического спутника Электро-Л, на которых виден конденсационный след падения метеорита Челябинск.
Самые интересные — и уникальные по продолжительности наблюдений — космические данные о Челябинском болиде были получены с помощью американского спутника «Suomi NPP», запущенного НАСА для исследования земной атмосферы.

### Места падения и поиски
Ещё 15 февраля стало известно о нескольких предполагаемых местах падения метеорита. Решением командующего войсками Центрального военного округа генерал-полковника Николая Богдановского были созданы оперативные группы, направленные в предполагаемые районы падения фрагментов для наблюдения за обстановкой.
По первоначальным данным, метеорит упал в 80 км от города Сатка Челябинской области, но глава Саткинского района, Александр Анатольевич Глазков, информацию СМИ опроверг, заявив, что жители района только видели след от метеорита в небе.
Ещё одно предположительное место падения осколков метеорита: вблизи села Куваши Златоустовского городского округа. Также, в СМИ ошибочно приводилась информация, что 11 июля 1949 года в это же озеро выпадал другой метеорит — Кунашак; ошибка появилась из очень похожих названий озёр: Чебаку́ль и Чебарку́ль. В пятницу 15 февраля были обнаружены три места падения обломков: два в Чебаркульском районе Челябинской области, ещё один — в Златоустовском.
Через 5 часов после события в СМИ появились сведения о предположительном месте падения метеорита — в озере Чебаркуль в 1 км от города Чебаркуль. По информации с сайта ГУ МВД России по Челябинской области, непосредственно момент падения метеорита наблюдали рыбаки около озера Чебаркуль. По их словам, пролетело около 7 фрагментов метеорита, один из которых упал в озеро, взметнув столб воды и льда. По рассказу очевидца, на месте падения метеорита в озеро, рядом с прорубью не было крупных кусков льда, только мелкие осколки. В Челябинской области в 2013 году толщина льда даже в крещенские морозы составляла не более 30 см. При падении метеорита в озеро поднялся столб воды не менее 3—4 метров в высоту.
В Еткульском районе, по свидетельству очевидцев, прошёл метеоритный дождь.
16 февраля члены метеоритной экспедиции Уральского федерального университета обнаружили в районе озера Чебаркуль фрагменты метеорита. В результате химических анализов была подтверждена внеземная природа мелких камней, найденных на поверхности озера Чебаркуль, и доказано, что это обыкновенный хондрит.
По словам Эрика Галимова, не более 10 % от исходной массы метеоритного тела долетело до земли и рассеялось на территории 100—150 км длиной и около 20 км шириной. Специалистам Уральского федерального университета удалось собрать около 3 кг метеоритов.
Затем та же экспедиция нашла новые фрагменты метеорита в другом месте. Член комитета РАН по метеоритам Виктор Гроховский заявил:
Экспедиция вернулась поздно ночью. Сейчас все найденные фрагменты описываются и систематизируются. Их больше десятка. Причем они гораздо большего размера, чем те, что были найдены на месте предполагаемого падения метеорита на озере Чебаркуль. Новые находки представляют собой несомненную научную ценность.
Точное место Гроховский не указал, сказав лишь, что оно южнее Челябинска. Корреспондент «Российской газеты» Михаил Пинкус предположил, что речь идёт о Еткульском районе.
19 февраля полевой отряд метеоритной экспедиции Уральского федерального университета снова побывал на месте падения метеорита «Чебаркуль», в южных окрестностях Челябинска (Еманжелинка, Депутатский, Первомайский). В течение однодневной экспедиции её участникам удалось собрать метеоритных фрагментов массой до 1 кг. Собранные осколки метеорита достигают нескольких сантиметров в диаметре.
25 февраля было сообщено о находке крупного осколка метеорита массой более 1 килограмма в районе села Еманжелинка и посёлка Травники, и о том, что всего было найдено более 100 осколков.
По оценкам чешских астрономов, самое массивное тело 200—500 кг упало в озеро Чебаркуль, а меньшие осколки следует искать в районе села Травники и деревни Щапино в координатах между 60,9 °E и 61,35 °E.
В августе 2013 года специалисты Челябинского государственного университета после проверки сообщили, что одним из местных жителей в районе посёлка Тимирязевский был найден фрагмент метеорита весом 3,4 килограмма. В то же время, власти Челябинской области выделили 3 миллиона рублей на поиск и подъём фрагментов метеорита из озера Чебаркуль.
Инженеры из Испании провели анализ фрагментации метеороида в атмосфере и разлёта осколков. Из «модели блина», форму которого тело принимает при достижении аэродинамического давления, соответствующего пределу прочности, они получили оценки мощности и взрыва и распределение осколков по размерам. Принимая во внимание три оценки траектории, было показано, что чем выше начальная скорость тела, тем на большей высоте произошла фрагментация и выделилась большая энергия. Для энергии 440 кт фрагментация произошла на высоте от 26 до 29 км. Все осколки достигли конечной скорости в диапазоне от 30 до 300 м/с.
В сентябре 2013 года началась подготовка к подъёму основной части метеорита, покоящейся в озере Чебаркуль на глубине примерно 11 метров под пятиметровым слоем ила. 16 октября 2013 года из озера был поднят осколок весом 570 кг. 17 октября осколок был доставлен в Челябинский областной краеведческий музей для просушки и изучения. 21 октября метеорит был выставлен на всеобщее обозрение. Более мелкие осколки находятся в различных исследовательских учреждениях, в частности, в ЧелГУ. Поиски осколков метеорита продолжаются. В марте 2014 появились сообщения о возможном обнаружении в озере Чебаркуль более крупного осколка.
Взвешивания метеорита в музее: январь 2015 года 505 кг , февраль 2015 года 503 кг.

## Исследование метеоритного вещества
Метеороид не был обнаружен до его вхождения в атмосферу. В случае небесного тела с таким размером, альбедо и траекторией движения около планеты, возможности современных оптических инструментов не позволяли определить его приближение ранее чем за два часа до его разрушения над землёй.
Комитет РАН по метеоритам поручил исследовательские работы Метеоритной экспедиции Уральского Федерального Университета под руководством Михаила Ларионова. 16 и 17 февраля учёные осмотрели предполагаемые места падения обломков метеорита, и собрали несколько фрагментов чёрной породы размерами от 1 до 7 мм, предположительно остатки метеорита. Они были отправлены на исследование в лаборатории УрФУ.
16 февраля вице-губернатор региона Игорь Мурог заявил, что в ходе поисковых работ осколков метеорита ничего не найдено, а поиски прекращены. Также он пришёл к выводу, что «полынья, которая была обнаружена на озере Чебаркуль и первоначально принята за место падения обломков метеорита, образовалась по иной причине».
Однако, 17 февраля экспедиция УрФУ сообщила о нахождении 53 частиц метеоритной породы в районе озера Чебаркуль, несмотря на то, что непосредственно к полынье учёных не пустили. Учёные решили назвать метеорит по названию ближайшего населённого пункта от места первых находок — Чебаркуль.
По словам Михаила Назарова, метеорит относится к редкому типу обыкновенных хондритов LL5, ударная фракция S4, степень выветривания W0. В космосе метеорит испытал соударение с другим небесным телом, на что указывают найденные в метеоритах жилы плавления. Дэвид Кринг отметил сходство состава метеорита Челябинск и доставленной пыли с астероида Итокава также содержащего низкое
количество железа и металлов.
19 февраля состоялась вторая экспедиция учёных, в этот раз через населённые пункты к югу от города Челябинск. Удалось найти более крупные фрагменты суммарной массой до 1 кг, структура которых соответствует образцам, собранным на льду озера Чебаркуль. Они позволят провести более качественные исследования.
24 февраля экспедиция УрФУ нашла осколки метеорита, самый большой осколок весом 1,8 кг.
5 марта учёные из УрФУ сообщили о предварительном анализе составленной с помощью высокоточных магнитометров карты распределения модуля магнитного поля на предполагаемом месте падения крупного осколка челябинского болида озере Чебаркуль. По словам Виктора Гроховского, метеорит потерял целостность и представляет собой несколько крупных осколков общей массой около 100 кг. Алексей Попов из ИЗМИРАНа после анализа данных георадара сообщил об обнаружении на дне озера Чебаркуль воронки от предполагаемого падения метеорита глубиной около трёх метров, причём её центр смещён относительно полыньи на 10 метров.
По данным Эрика Галимова, основное вещество метеорита образовалось 4,5 млрд лет назад, около 300 млн лет назад метеорит, который упал на Землю, откололся от материнского тела, а несколько тысяч лет назад в результате столкновения с третьим телом образовались трещины, заполненные расплавом, что не позволяет определить возраст однозначно.
18 марта по представлению учёных из Института геохимии и аналитической химии им. В. И. Вернадского метеорит получил официальное название Челябинск. Учёные из Института геохимии и аналитической химии им. В. И. Вернадского определили, что быстрое остывание привело к частичному расстекловыванию и образованию светлой и тёмной (ударной) составляющей метеорного тела. Эта затвердевшая аморфная масса составляет около трети от объёма метеорита и состоит из литологического состава тёмного цвета. Она несколько отличается от химического состава светлой части, а именно (по данным масс-спектрометрии с индуктивно-связанной плазмой) содержит большую концентрацию металлов Ni, Zn, Cu, Mo, Cd, W, Re, Pb, Bi. Рентгенофлуоресцентный анализ позволил определить процентное содержание химических элементов по массе: Si=18,3, Ti=0,053, Al=1,12, Cr=0,40, Fe=19,8, Mn=0,26, Ca=1,43, Na=0,74, K=0,11, P=0,10, Ni=1,06, Co=0,046, S=1,7.
Летом 2022 года ученые обнаружили в пыли метеорита неизвестные ранее микрокристаллы углерода размером несколько микрометров, представленные в двух формах: квазисферической и в виде шестиугольных стержней с замкнутой оболочкой.

### Минеральный состав
Подробности о химическом составе сообщил член комитета РАН по метеоритам учёный УрФУ Виктор Гроховский, заявив, что это каменный метеорит, обыкновенный хондрит, в составе которого: металлическое железо, оливин, сульфиты; также присутствует кора плавления. В осколках метеорита анализ выявил наличие включения самородной меди, что необычно для LL5 хондритов. Также отмечено, что ранее столь крупных включений — размером более 100 мкм — не обнаруживалось в метеоритах.
Проведённый в Институте геологии и минералогии им. В. С. Соболева СО РАН анализ осколков метеорита, найденных около села Еманжелинка, позволил определить состав более точно. Минеральный состав оказался близок к составу других LL5 хондритов, таких как Hautes Fagnes, Бельгия и Salzwedel, Германия. Эти хондриты не содержат стекла, которое заполняет крупные трещины челябинского. Кроме того, в стекле есть примеси силикатов и др. веществ и по составу оно аналогично коре плавления, толщина которой около 1 мм. Ильменит, также не обнаруженный в других LL5 хондритах, был найден в малом количестве в челябинском метеорите. В коре плавления присутствуют пентландит (Fe,Ni)9S8, годлевскит (Ni,Fe)9S8, аваруит Ni2Fe-Ni3Fe, осмий, иридий, платина, хиббингит Fe22+(OH)3Cl и магнетит Fe2+Fe23+O4. В стекле присутствуют 10-15 мкм глобулы хизлевудитового и годлевскитового состава, появившиеся после кристаллизации сульфидного расплава Fe-Ni-S. В неоплавленных частях мелких осколков на границе между троилитом и оливином иногда присутствует пентландит, который, по-видимому, является единственным концентратором меди. На межзёренных границах между оливином, ортопироксеном, хромитом обнаружены зёрна хлорапатита и мерриллита с размерами 100—200 мкм. Хондры имеют размер > 1 мм и неоднородный состав. Был также обнаружен хиббингит Fe2(OH)3Cl, который, по-видимому имеет космическое происхождение, в отличие от железа, которое может окислиться и хлорировать при долговременном взаимодействии с водой почвы, потому что найден в центральной части осколка метеорита. В коре плавления присутствует вюстит FeO с примесями окислов Ni, Mg, Co по данным энергодисперсионной рентгеновской спектроскопии.
| Состав метеорита               | Состав метеорита | Состав метеорита |
| Минерал                        | Формула          | Примечания       |
| ------------------------------ | ---------------- | ---------------- |
| Оливин                         | (Mg,Fe)2SiO4     | Основа           |
| Ортопироксен                   | (Mg,Fe)2Si2O6    | Основа           |
| Троилит                        | FeS              | Примеси          |
| Хизлевудит                     | (Ni,Fe)3S2       | Примеси          |
| Камасит                        | альфа-(Fe,Ni)    | Примеси          |
| Тэнит                          | гамма-(Fe,Ni)    | Примеси          |
| Хромит                         | (Fe,Mg)Cr2O4     | Примеси          |
| Диопсид                        | CaMgSi2O6        | Примеси          |
| Плагиоклаз                     | (Ca,Na)Al2Si2O8  | Примеси          |
| Стекло полевошпатового состава |                  | Примеси          |
| Ильменит                       | FeTiO3           |                  |
| Хлорапатит                     | Ca5(PO4)3Cl      |                  |
| Мерриллит                      | Ca9NaMg(PO4)7    |                  |

Сотрудники Института минералогии УрО РАН с помощью метода Ритвельда определили количественный (массовый) состав метеоритного осколка, найденного в окрестности посёлка Депутатский: стекло (рентгеноаморфная фаза) 35 %, форстерит железистый 37 %, гиперстен 11 %, клиногиперстен 2 %, альбит 8 %, троилит 4 %, железо никелистое 3 %, хромит 1 %.

## Пострадавшие и разрушения
К 21:00 мск стало известно о том, что число пострадавших от разлетавшихся обломков (в первую очередь осколков стекла), вызванных ударной волной от метеорного тела, в Челябинской области составило 1142 человека, 48 из них госпитализированы, в том числе 13 детей. 52-летняя жительница Копейска пострадала, получив серьёзную травму позвоночника при падении с лестницы и была доставлена силами МЧС в Москву, но 1 марта была выписана. На следующий день после события в больнице осталось 40 человек, включая трёх детей. Всего в больницы Челябинской области с ранениями обратились 1615 человек, из которых 69 человек были госпитализированы. Число пострадавших детей составило 324, из которых госпитализировано 13. Из-за большого количества обращений врачи вышли на дополнительные дежурства, а министерство здравоохранения области стало работать круглосуточно. Последняя из 69 госпитализированных была выписана из больницы 19 марта.
СМИ отметили поступок учительницы одной из школ Челябинска Юлии Карбышевой, которая после световой вспышки дала команду детям укрыться под партами, а сама бросилась из класса открывать стеклянные межкомнатные двери. В результате никто из учеников её класса не пострадал, но учительница была госпитализирована с порезами сухожилий левой руки и левого бедра.
По предварительным данным, в Челябинске почти 3 тыс. многоквартирных домов пострадали от ударных волн, вызванных движением метеора на гиперзвуковой скорости, были повреждены окна в 34 (из 41) больницах и поликлиниках, в 361 детском учреждении (детсады и школы). Из 4715 получивших урон сооружений до 16 февраля удалось восстановить остекление в 1758 зданиях. 24 тысячи человек привлекли к работам по устранению последствий прохождения ударной волны. Мосты Челябинска не пострадали и школы восстановили свою работу 18 февраля. К 28 февраля остекление было завершено в около 7000 зданий, что составляет 95 % от общего числа повреждённых зданий. Общее количество пострадавших зданий 7320 — в основном это выбитые стёкла, но и вблизи эпицентра также в домах были выбиты рамы и 800 стеклопакетов потребовали замены. На 11 апреля все здания (кроме одного), пострадавшие от ударной волны, были восстановлены. Комплекс «Уральская молния» получил серьёзные повреждения, и ремонт несущих конструкций завершили после сентября 2013 года.
Основной урон от катастрофы пришёлся на шесть населённых пунктов Челябинской области: на города Еманжелинск, Копейск, Коркино, Южноуральск, Челябинск и на село Еткуль.
Ударной волной разрушены крыша и часть стены здания склада концентратов Челябинского цинкового завода. Никакой опасности для города в экологическом плане нет. Работники завода не пострадали и завод продолжил работу. Цена на цинк на Лондонской бирже в связи с этим событием подскочила, а акции завода упали в цене на 1,9 %.
Повреждены конструкции ледового дворца «Уральская молния», где упали две балки, а общий ущерб оценён в 125 млн рублей, и хоккейной арены «Трактор». Из-за этого перенесены матчи регулярного чемпионата МХЛ между «Белыми Медведями» и «Стальными Лисами», которые должны были состояться 15 и 16 февраля в Челябинске на хоккейной арене «Трактор».
По сообщению губернатора Челябинской области Михаила Юревича, ущерб превысил миллиард рублей, из них ущерб наиболее пострадавшему ледовому дворцу «Уральская молния» составил 200 млн рублей. Разбилось минимум 200 тыс. квадратных метров стекла. По сообщению главы МЧС Владимира Пучкова, наиболее пострадали Челябинск и Копейск, ущерб составил 400 млн рублей. Около 1,7 тысяч человек обратились за материальной помощью из-за последствий взрыва челябинского болида. Из бюджета области выделено около 9 млн рублей.
Хотя коммуникации операторов сотовой связи не пострадали (кроме одного кабеля компании «МегаФон»), связь в городе была нарушена из-за перегруженности сетей сотовой связи.
Было решено отменить занятия в школах и детских садах, так как в результате воздействия ударной волны пострадали многие здания и сооружения, нарушено остекление, заявил главный государственный санитарный врач РФ Геннадий Онищенко. В самом Челябинске на два дня были отменены занятия в вузах. В Красноармейском, Коркинском и Увельском районах Челябинской области был введён режим чрезвычайной ситуации, который отменили 5 марта.
В октябре 2013 года старший научный сотрудник Института динамики геосфер РАН Ольга Попова, на основании анализа разрушений в близлежащих населённых пунктах, сообщила, что форма разрушений простирается на 90 км перпендикулярно траектории и имеет форму бабочки, что в общих чертах соответствует форме разрушений от Тунгусского метеорита.

## Реакция в стране и мире
Событие получило широкое освещение в СМИ, став одной из самых популярных тем.
За 15 часов видео о метеоре посмотрели более 7,7 млн раз. За 72 часа с момента взрыва стали доступны около 400 видео этого события, которые просмотрели более 100 миллионов раз с самым популярным роликом Russia Today, который просмотрели более 23 млн раз. Таким образом, видео, посвящённые событиям в Челябинске, набрали 100 млн просмотров за самое короткое время в истории. Также это событие удерживает рекорд по количеству просмотров за один день — 73,3 млн раз.
В знак уважения к пострадавшим, Google убрал анимацию из специальной версии своего логотипа, в которой, в преддверии ожидаемого сближения астероида 2012 DA14 с Землёй в пятницу 15 февраля, при наведении мышки на первую букву «G» вторая буква «g» в названии компании пытается уклониться от летящего на неё астероида.
Многие средства массовой информации, включая Первый и Пятый каналы российского телевидения, приняли видеозапись с существующим более сорока лет газовым кратером Дарваза (Туркменистан) за воронку от столкновения метеорита с Землёй.
Wired выпустили статью «Почему в России почти у всех есть видеорегистраторы» — причиной названы российские просторы и плохая работа полиции. 22 марта 2013 года похожий метеор пролетел над восточным побережьем США. Gizmodo признали, что в России, с видеорегистраторами, надёжнее захватывают подобные события.

### Реакция оперативных служб и армии
По заявлениям Министерства обороны, им было известно о приближении к планете Земля опасного метеороида Вскоре после входа метеороида в атмосферу в воздушном пространстве Уральского федерального округа было зафиксировано падение неопознанного летающего объекта. Решением командующего войсками Центрального военного округа генерал-полковника Николая Богдановского созданы оперативные группы, которые направлены в предполагаемые районы падения фрагментов для наблюдения за обстановкой. На момент падения полётов военной авиации не выполнялось. В тот же день военнослужащие отдельной танковой бригады Центрального военного округа обнаружили округлую полынью на озере Чебаркуль к западу от Челябинска, специалисты войск радиационной, биологической и химической защиты произвели замеры уровня радиации в районе предполагаемого падения одного из фрагментов метеорита.
Одновременно органы внутренних дел в Челябинской области и четырёх соседних регионах были переведены на усиленный вариант несения службы в соответствии со спецпланом «Тайфун», развёрнуты оперативные штабы в главных управлениях субъектов и в территориальных отделениях полиции. Для поддержания порядка в первую очередь были усилены наряды полиции, выставлены дополнительные посты дорожно-патрульной службы. Было сделано всё необходимое для предотвращения паники.
Силы Уральского регионального центра МЧС России были переведены в режим повышенной готовности, развёрнуты оперативные штабы, к оперативной работе были привлечены 20000 спасателей, 3 воздушных судна проводили обследование местности с воздуха. В Красноармейском, Коркинском и Увельском районах был введён режим чрезвычайной ситуации. Днём 15 февраля на устранении последствий падения метеорита было задействовано 135 аварийно-восстановительных бригад. Проводился радиационный и химический мониторинг, по состоянию на 19 февраля психологическая помощь оказана около 1500 пострадавшим, проведён ряд мероприятий по ликвидации последствий чрезвычайной ситуации.
Поиски мест падения метеоритов велись в Челябинской, Тюменской областях России, и в Казахстане в Каргалинском и Мартукском районах Актюбинской области велись поиски места падения НЛО силами Министерства по ЧС РК, областной санэпидемстанции и местных исполнительных органов, которые вскоре были прекращены.
От представителей МЧС России появлялись сведения о том, что жители были оповещены о падении метеорита с помощью Общероссийской комплексной системы информирования и оповещения населения в местах массового пребывания людей (ОКСИОН) и рассылки SMS-сообщений, однако эти данные оказались ошибочными. Сотрудники МЧС оперативно убрали эту информацию с сайта, а позже было сообщено о том, что сотрудник, допустивший эту ошибку, будет уволен.

### Высказывания чиновников
Заместитель премьер-министра России Дмитрий Рогозин сказал, что Россия и США должны разработать систему для защиты планеты от подобных событий в будущем. 18 февраля 2013 года, на пресс-конференции, была названа стоимость защиты России от космических угроз: объём федеральной целевой программы, рассчитанной на десять лет, составляет 58 млрд рублей. Программа одобрена Роскосмосом и передана вице-премьеру Дмитрию Рогозину. Ранее, 15 февраля, стало известно, что Роскосмос разрабатывает совместно с Российской академией наук программу, которая поможет узнать больше об исходящей из космоса опасности. По словам начальника Управления стратегического планирования целевых программ Роскосмоса Юрия Макарова, для этого создаются, в том числе, новые средства наблюдения, однако из-за масштаба проблемы всё находится ещё в начале пути. Было отмечено, что на падение метеорита в Челябинске повлиять было невозможно.
Председатель Счётной палаты Сергей Степашин на заседании Государственной Думы пошутил, связав падение метеорита с проводимой комплексной проверкой исполнения регионального бюджета. Он также заметил, что к нынешней администрации региона имеется много вопросов.

### Реакция в других странах
В США в связи с падением метеорита в Челябинске, наглядно показавшим опасность даже весьма малых астероидов, вновь началось обсуждение космических угроз, на слушаниях в Конгрессе поднимался вопрос увеличения финансирования и значения программ по поиску и изучению потенциально опасных небесных тел в ближнем космосе. В результате властями было принято решение увеличить приоритет программ по поиску потенциально опасных небесных тел, а также ускорить работы по программе пилотируемого полёта к одному из астероидов в ближнем космосе и эксперименты с перенаправлением астероида. Впрочем, эти программы не рассчитаны на выявление околоземных астероидов размером с метеороид Челябинск.

## Влияние
19 февраля 2013 года Комитет по метеоритам Российской Академии наук обратился к гражданам России — жителям, наблюдавшим события, связанные с пролётом и падением метеороида с просьбой сообщить имеющуюся у них информацию, документальные подтверждения материальных находок, и качественные фотографии коры плавления и сколов обломков метеорита. Данные предлагается выслать на электронный адрес или с  помощью электронной анкеты. (с полным текстом обращения можно ознакомиться на сайте Лаборатории метеоритики ГЕОХИ РАН)
- В связи с массовыми наблюдениями полёта болида над территорией Челябинской области Комитет по метеоритам РАН впервые запустил интернет-опрос очевидцев падения челябинского метеорита[194][195][197].
- Астрономы из Колумбии и Швеции окрестили событие около Челябинска «историческим» по количеству наблюдений с помощью видеокамер, благодаря населённости региона, времени, повсеместной доступности видеокамер и интернета[73].
- Областные власти собираются поставить памятник метеориту в городе Челябинске[198], хотя эта инициатива не нашла поддержки жителей[199]. Бывший губернатор Челябинской области Михаил Юревич предложил 100 тыс. рублей победителю открытого конкурса на лучшую идею того, как увековечить в истории падение метеорита[200].
- Одна из челябинских фирм подала заявку в Роспатент на регистрацию товарных знаков «Загадочный метеорит», «Уральский метеорит» и «Чебаркульский метеорит»[201].
- Из-за музыки, игравшей в салонах многих автомобилей, где были установлены заснявшие полёт челябинского болида видеорегистраторы, Youtube запретил доступ к этим роликам в Германии в ответ на претензии компании GEMA, касающиеся нарушения авторских прав[202].
- Кадры падения метеорита, снятые автомобильным видеорегистратором одного из очевидцев, были использованы в начальных титрах американских фантастических фильмов «Война миров Z»[203] и «Грань будущего»[204]. Эти же кадры использованы в начальных титрах американского фантастического сериала «Пикник на обочине» [205].
- Планировалось, что обломки челябинского метеорита будут вмонтированы в центр десяти золотых медалей для зимней олимпиады 2014 года в Сочи, которые будут разыграны в первую годовщину падения метеорита — 15 февраля 2014 года, однако, МОК запретил это[206]. Ещё сорок таких же медалей будут проданы как сувениры[207][208].
- Астрофизик Николай Горькавый предложил построить в Челябинске многофункциональное здание "Галерея «Метеорит» в форме метеоритного следа[209].
- В 2020 году акционерным обществом «Марка» выпущена почтовая карточка, посвящённая 7-летию со дня падения челябинского метеорита[210].

## Галерея
- На изображении показаны высоты Эмпайр-стейт-билдинг (443 м), Эйфелевой башни (324 м), в сравнении с Челябинским (CM) и Тунгусским (TM) метеоритом
- Челябинский метеороид, по предварительной оценке НАСА, был размером 15 метров, массой — 7000 тонн[211]. Метеороид изображён так, как его представляет художник
- Сравнение метеорита и астронавта
- Момент падения
- Вид из Екатеринбурга, примерно 200 км от эпицентра вхождения метеорита в плотные слои атмосферы Земли
- Разбитые стекла в холле Челябинского театра драмы
- Школа, повреждённая ударной волной, и эвакуация школьников.
- Сломанное окно и разбитые стекла от ударной волны
- Фрагмент челябинского метеорита, найденный около Еманжелинска. Масса составляет 112,2 г. Для сравнения показан куб со стороной 1 см[212]
- Вид на след из Троицка